# L'Entraîneur
Ne doit pas être confondu avec la série Football Manager, toujours en activité.
Pour les articles homonymes, voir L'Entraîneur (homonymie).
L'Entraîneur (titre original : Championship Manager) est une série de jeux vidéo de gestion footballistique dont la première itération apparaît sur Amiga, Atari ST et PC en 1992.
Le joueur se retrouve dans la peau d'un manager « à l'anglaise », c'est-à-dire qu'il joue à la fois le rôle de l'entraîneur (composition de l'équipe, remplacements, choix tactiques), mais est également en partie responsable de l'aspect financier du club, décidant ainsi des transferts, négociant les contrats avec les joueurs, etc.

## Historique

### Naissance de la série
La série date du début des années 1990. Les concepteurs du jeu sont les frères anglais Paul et Oliver Collyer. Le premier volet, Championship Manager, sort en septembre 1992. Ce jeu est particulièrement austère graphiquement, même en comparaison de Premier Manager, son principal concurrent à ses débuts. Le jeu gère les quatre premières divisions du championnat anglais, mais n'utilise pas les vrais noms des joueurs. En 1993, le jeu est traduit et adapté au marché français par les sociétés Intelek et Ubisoft, qui le sortent sous le titre Guy Roux Manager (du nom de Guy Roux, l'un des entraîneurs français les plus connus de l'époque). En septembre 1993, une première mise à jour du jeu sort, avec cette fois-ci le nom des joueurs.
Paul et Oliver Collyer fondent en 1994 la société Sports Interactive, dédiée au développement du jeu. En 1995 sort Championship Manager 2, traduit en français en « L'Entraîneur ». Pour la première fois, il propose de jouer avec des championnats de différents pays. La série se caractérise par l'accent mis sur le réalisme, afin de simuler de la manière la plus complète possible tous les éléments de la vie d'un club de football. Ce choix est effectué au détriment de l'aspect graphique, qui semble austère au premier abord. Ainsi pendant longtemps les matchs seront représentés par une simple suite de commentaires textuels. Une autre caractéristique importante de la série est sa base de données de joueurs et de clubs. Celle-ci est développée de manière collaborative grâce aux informations fournies par des fans bénévoles de la série originaires du monde entier. La base de données obtenue est ainsi particulièrement complète et à jour par rapport aux derniers développements du monde du football.
Ces qualités permettent aux huit versions successives du jeu développées par Sports Interactive entre 1992 et 2003 d'obtenir un succès croissant dans le monde entier, faisant de la série la référence incontournable des jeux de gestion footballistique. Parmi les développements les plus importants des versions ultérieures, on peut citer le nombre sans cesse croissant de ligues jouables, l'ajout d'un mode de jeu en ligne (dans L'Entraîneur 3 en 1999) et la représentation des matchs en 2 dimensions vue de dessus (dans L'Entraîneur 4 en 2003).

### Changement de développeurs
En 2004, Sports Interactive en fin de contrat et pour des divergences sur les orientations du jeu se sépare de son éditeur, Eidos, pour rallier Sega, conservant la propriété de la plupart des éléments qui ont fait le succès de la série, dont la base de données, excepté le nom. Le premier volet sorti chez Sega n'est donc pas baptisé L'Entraîneur 5, mais Football Manager 2005 bien que le jeu repose entièrement sur le code de L'Entraîneur Saison 03/04. Pour cette raison de nombreux fans considèrent la nouvelle série Football Manager comme la véritable suite de L'Entraîneur/Championship Manager.
Le principal concurrent de la série L'Entraîneur devient donc le Football Manager édité par Sega. Le meilleur atout d'Eidos dans cette compétition est la marque Championship Manager, fermement établie depuis des années comme le meilleur jeu de simulation de club de football, sans véritable concurrent jusqu'alors. Afin de développer les nouvelles versions du jeu, Eidos monte un studio de développement dédié : Beautiful Game Studios. Sa tâche s'annonce alors difficile, car il s'agit de sortir un jeu capable de rivaliser avec Football Manager, en partant de zéro et en très peu de temps, avec la pression de la sortie prochaine du nouveau Football Manager, qui, lui, s'appuyait sur l'expérience des jeux précédents. En outre, Eidos avait demandé en parallèle à son studio, et pour la première fois dans la série, une version pour les consoles de salon, alourdissant la charge de travail. De ce fait, la sortie de L'Entraîneur 5 est repoussée jusqu'au 1er avril 2005, sur PC, près de six mois après son concurrent. Il subit en outre de vives critiques en raison de bugs importants qui le rendaient pratiquement injouable, obligeant le développeur à publier une série de patchs. Les versions consoles (Playstation 2 et Xbox) sortent pratiquement en fin de la saison, soit le 13 mai 2005.
L'Entraîneur 2006 sort le 31 mars 2006. Le jeu est essentiellement une mise à jour de la version précédente, avec comme principales nouveautés la représentation des matchs en 3D isométrique, la possibilité de visualiser l'action selon onze angles de vue différents, ainsi que la gestion de l'humeur des joueurs. La série arrive en outre pour la première fois sur une console portable : la PSP.
Pour la version suivante, Beautiful Game Studios parvient à sortir le jeu en début de saison, en octobre 2006, ce qui lui permet de se poser en concurrence directe avec Football Manager. Le jeu intègre un outil professionnel d'analyse de matchs ProZone, une nouvelle interface ainsi que l'habituelle mise à jour des données. Le jeu est proposé sur PC, PS2, Xbox et accueille pour la première fois la Xbox 360. Cette version sera la dernière proposée sur toutes les consoles.

### Fin d'une époque et changement de direction pour la série
Au fil des dernières années, Eidos est confronté à des ventes de plus en plus décevantes, les joueurs lui préférant son rival Football Manager, considéré comme la référence. Si l'équipe se recentre sur les ordinateurs PC et Mac pour l'édition 2008 (les versions mobiles étant confiées à l'éditeur écossais Dynamo Games (en)), le logiciel peine toujours à convaincre les joueurs. Désireux de faire jeu égal avec son rival, l'éditeur fait l'impasse sur la version 2009, donnant ainsi deux ans à son équipe pour se mettre au niveau. Lorsque l'édition 2010 arrive sur le marché en septembre 2009, les spécialistes reconnaissent de grandes avancées mais le titre est toujours considéré en retrait par rapport à Football Manager.
Eidos, racheté en 2009 par le Japonais Square Enix, change de stratégie. Le studio Beautiful Game Studios est pratiquement déchargé du jeu, qui est confié à une filiale en Chine, Eidos Shanghai, avec le projet de le transformer en jeu en ligne massivement multijoueur. Le projet sera ensuite abandonné.

## Liste des jeux de la série

### Jeux développés par Sports Interactive
- 1993 : Guy Roux Manager (Championship Manager)
- 1993 : Championship Manager '93
- 1994 : Championship Manager: End of Season
- 1995 : L'Entraîneur : Championship Manager 2
- 1996 : L'Entraîneur : Saison 96/97
- 1997 : L'Entraîneur : Saison 97/98
- 1999 : L'Entraîneur 3
- 1999 : L'Entraîneur 3 : Saison 99/00
- 2000 : L'Entraîneur : Saison 2000-2001
- 2002 : L'Entraîneur : Saison 2001-2002
- 2003 : L'Entraîneur 4 : Saison 2002-2003
- 2003 :  L'Entraîneur : Saison 03/04

### Jeux développés par Beautiful Game Studios
- 2005 : L'Entraîneur 5
- 2006 : L'Entraîneur 2006
- 2006 : L'Entraîneur 2007
- 2007 : L'Entraîneur 2008
- 2009 : L'Entraîneur 2010

### Jeu développé par Jadestone
- 2005 : Championship Manager Online

### Jeux développés par Dynamo Games
- 2005 : Championship Manager 2005 Solo
- 2006 : Championship Manager 2006
- 2007 : Championship Manager 2007 Mobile
- 2008 : Championship Manager 2008
- 2009 : Championship Manager 2009 Express
- 2009 : Championship Manager 2010 Express